# Коштею
Коштею (рум. Coșteiu) — село у повіті Тіміш в Румунії. Входить до складу комуни Коштею.
Село розташоване на відстані 363 км на північний захід від Бухареста, 48 км на схід від Тімішоари.

## Населення
За даними перепису населення 2002 року у селі проживали 2316 осіб.
Національний склад населення села:
| Національність | Кількість осіб | Відсоток |
| -------------- | -------------- | -------- |
| румуни         | 2156           | 93,1%    |
| цигани         | 120            | 5,2%     |
| угорці         | 29             | 1,3%     |
| німці          | 8              | 0,3%     |

Рідною мовою назвали:
| Мова      | Кількість осіб | Відсоток |
| --------- | -------------- | -------- |
| румунська | 2248           | 97,1%    |
| циганська | 38             | 1,6%     |
| угорська  | 22             | 0,9%     |
| німецька  | 6              | 0,3%     |